# Luftmarinegade
Luftmarinegade er en gade i Margretheholm i København,opkaldt efter Luftmarinestationen, som lå i området i begyndelsen af 1900-tallet.

## Historie
I flyvningens tidlige år havde Danmark ikke et selvstændigt luftvåben, og de første militære fly blev derfor underlagt Marinen. Inden 1. Verdenskrig blev der etableret en lille flyvebase på de opfyldte arealer ved Refshalevej, hvor der primært blev anvendt vandflyvemaskiner. Stationen lå naturligt ud til kysten, hvor flyene kunne lægge til ved en bro.
Området, hvor flyvestationen lå, blev i 1947 opkaldt efter Prinsesse Margrethe og fik navnet Margretheholm. Først i 1950 blev Flyvevåbnet en selvstændig enhed. Hovedvejen igennem området er Margretheholmsvej. 

## Bevarede bygninger
Kun få bygninger fra luftmarinestationens tid eksisterer i dag, herunder Konstabelskolen og Hangar H fra 1921, tegnet af arkitekten Christian Olrik (1881–1944). Hangaren har stadig sit oprindelige ur på facaden med kong Christian X’s monogram og opførelsesår.

## Gadeopkald og nutidig anvendelse
Luftmarinegade blev navngivet i 2011 i forbindelse med nyt boligbyggeri i området. Oprindeligt hed vejen kortvarigt Fregatvej, men for at fastholde en forbindelse til flyvningens historie, blev der i stedet valgt navne som Flyhangargade og Søflygade.